# Chusaris opisthospila
Chusaris opisthospila là một loài bướm đêm trong họ Noctuidae.